# Iris Wolfermann
Iris Wolfermann (* 1972 in Berlin) ist eine deutsche Illustratorin und Kinderbuchautorin. Sie illustriert und schreibt Kinder- und Jugendbücher.

## Biografie
Iris Wolfermann studierte Kunst an der Universität der Künste Berlin (UdK) bei Christiane Möbus. Im Rahmen des Erasmus Programms studierte sie in London am Central Saint Martins College of Art and Design Multimedia. Heute arbeitet sie als freie Illustratorin und Autorin für Verlage und Agenturen im In- und Ausland. Von 2005 bis 2010 war sie künstlerische Mitarbeiterin an der Universität der Künste Berlin und lehrte an der Akademie für Illustration und Design in Berlin. 2012 gründete sie mit drei Kolleginnen die erste „Lange Nacht der Illustration“ in Berlin. Sie ist Mitglied der Illustratoren Organisation (IO), des Berufsverbandes deutschsprachiger Illustratoren. Iris Wolfermann lebt mit ihrer Familie in Berlin.

## Illustrationen / Texte (Auswahl)

### Bücher
- Iris Wolfermann: Karla und das Geburtstagsgeheimnis. München: Tulipan Verlag 2020
- u. a. Iris Wolfermann: Spring Doch! Sagt die Hexe - Mutprobengeschichten. München: dtv junior 2019
- Nikola Huppertz: Kennst du Marie?. Hannover: AWO/Arbeiterwohlfahrt 2019
- Henrike Wilson und Iris Wolfermann: Leg los. Hamburg: Carlsen Verlag 2019
- Franco Supino: Mino und die Kinderräuber. Glarus: Baeschlin Verlag 2019
- Nikola Huppertz: Ich und Nikita und der Adopteur. München: Tulipan Verlag 2018
- Verena Friederike Hasel: Wir Rüben aus der großen Stadt, Wuppertal: Peter Hammer Verlag, 2018
- Brigitte Schär: Hanna und Leo: Von einem anderen Stern, Baeschlin Verlag, 2018
- Baenz Friedli: Mach's wie Abby, Sascha!, Glarus: Baeschlin Verlag, 2017
- Bruno Hächler: Finn und das gelbe Unterseeboot. Glarus: Baeschlin Verlag 2016
- Karin Koch: Tilda und der Duft der Welt. Wuppertal: Peter Hammer Verlag 2015
- Ralf Leuther: Ein Fall für die Flusspiraten Band 1, 2 & 3. Stuttgart: Thienemann-Esslinger Verlag 2015
- Bradley Buxbaum: Kaktus Kid und die brennende Geisterkutsche. Berlin: Ueberreuter 2014
- Manfred Mai: Das große Buch der Geschichten und Lieder. München: cbj 2013
- Marie Hübner: Heute heiße ich Jakob. Zürich: NordSüd Verlag 2013
- Herbert Rosendorfer: TING - Komm mit, wir reisen zu Mozart. München: arsEdition 2012
- Karin Nowak: Kuddelmuddel am Weihnachtsabend. Mannheim: 2011
- Werner Färber: Der Mops im Container. Berlin: Jacoby & Stuart 2010
- Päivi Stalder: Mein Wunsch in die Nacht. Zürich: NordSüd Verlag 2010
- Werner Färber: Das Krokodil im Silbersee. Berlin: Jacoby & Stuart 2009
- Bruno Hächler: Ich bin wie ich bin. Zürich: NordSüd Verlag 2009
- Jutta Treiber: Der König tanzt. Berlin: Ueberreuter 2007
- Round, round, round. Seoul: Woongjin ThinkBig 2006
- Barbara Zoschke: Flanke ins Weltall. Düsseldorf: Patmos/Sauerländer 2005
- Reinhold Messner. Seoul: Hansol education 2004

### CD-Booklets
- Bruno Hächler: Best Of Finn. Zürich: Sony music 2016
- Bruno Hächler: Herr Blume. Zürich: Sony music 2014
- Bruno Hächler: Zwei Streife. Zürich: Sony music 2013
- Ernst Gombrich: Eine kurze Weltgeschichte für kleine Leser 1 & 2. Berlin: argon Verlag 2006